# Atelier Néerlandais
Het Atelier Néerlandais is een vereniging die in 2014 op initiatief van de Nederlandse ambassade in Parijs is opgericht. Leden zijn creatieve en culturele ondernemers met een Nederlandse connectie die vanuit het Atelier Néerlandais hun internationale positie, en specifiek hun positie op de Franse markt, willen versterken.

## Geschiedenis
Op 10 september 2015 is het atelier feestelijk geopend door minister Jet Bussemaker. Het atelier wordt gezien als de opvolger van het Institut Néerlandais dat in december 2013 ophield te bestaan.

## Taken
Het Atelier Néerlandais is een platform voor Nederlandse ondernemers, organisaties en bedrijven in creatieve sectoren: architectuur, cartoons, festivalontwikkeling, fotografie, filmproductie, illustratie, strip, kunsthandel, fashion, ontwerp, podiumkunsten, uitgevers, culturele instellingen etc. Leden kunnen het atelier naar eigen inzicht gebruiken, bijvoorbeeld voor (mode)shows, concerten, productpresentaties, lezingen, debatten, maar ook voor exposities en netwerkbijeenkomsten.
Tijdens beurs- en festivalweken, zoals Paris Photo, D’Days, FIAC, Futur en Seine, Paris Design Week en de modeweken, is het atelier de Nederlandse locatie in Parijs.